# Philipp Haerten
Philipp Haerten (* 12. Dezember 1869 in Rotterdam; † 4. April 1942 in Münster) war ein deutscher Verwaltungsjurist und Politiker.

## Leben
Haerten war der Sohn des Fabrikanten Ludwig Haerten und dessen Ehefrau Marie geborene Roeffs. Er war katholischer Konfession und mit Maria Göring (* 16. Mai 1884 in Münster; † 13. Juli 1963 ebenda) verheiratet.
Er verlebte seine Kindheit in Geldern und legte 1888 sein Abitur am Gymnasium Warburg ab. Danach studierte er Rechtswissenschaft an den Universitäten Freiburg im Breisgau, München und Bonn. Seit dem Studium war er Mitglied der katholischen Studentenverbindungen KStV Saxonia München und KStV Brisgovia Freiburg im Breisgau im KV. Nach dem ersten juristischen Staatsprüfung am Oberlandesgericht Köln 1892 war er Referendar an Justizbehörden in Köln, Geldern und Kleve und legte 1897 die Große Staatsprüfung ab. Danach war er als Assessor an verschiedenen Justizbehörden, unter anderem in Gladbach tätig.
1899 wurde er Magistratsassessor in Münster (Westfalen) und stieg dort 1901 zum Stadtsyndikus und hauptamtlichen Magistratsmitglied auf. Von 1907 bis 1919 war er Bürgermeister der Stadt Limburg an der Lahn. Nach 1909/10 war er auch Mitglied des Kreistages des Kreises Limburg und des dortigen Kreisausschusses. 1915–1918 (1915–1916 als Vertreter für Wilhelm Hartmann) war er für den Wahlkreis Landkreis Limburg Abgeordneter im Nassauischen Kommunallandtag und des Provinziallandtags der Provinz Hessen-Nassau. Im Kommunallandtag war er 1916–1918 Mitglied des Beamten- und Eingabenausschusses.
1919 wurde er zum Ersten Bürgermeister der Stadt Paderborn gewählt und erhielt kurz nach Amtseinführung den Titel „Oberbürgermeister“. 1931 erfolgte die Wiederwahl für weitere zwölf Jahre. Mit der Machtergreifung der Nationalsozialisten musste er zum 1. November 1933 aus dem Amt scheiden. Er zog wieder nach Münster, wo er den Rest des Lebens wohnte.